# Ahmed Salman
Ahmed Ibrahim Salman (hebreo: אחמד איברהים סלמן; Jerusalén, 21 de marzo de 2004) es un futbolista israelí que juega de delantero en el Bnei Sakhnin F. C. de la Liga Premier de Israel.

## Estadísticas

### Clubes
Actualizado al último partido disputado el 13 de mayo de 2023.
| Club                          | Div.          | Temporada     | Liga  | Liga  | Liga   | Copas nacionales | Copas nacionales | Copas nacionales | Copas internacionales | Copas internacionales | Copas internacionales | Total | Total | Total  |
| Club                          | Div.          | Temporada     | Part. | Goles | Asist. | Part.            | Goles            | Asist.           | Part.                 | Goles                 | Asist.                | Part. | Goles | Asist. |
| ----------------------------- | ------------- | ------------- | ----- | ----- | ------ | ---------------- | ---------------- | ---------------- | --------------------- | --------------------- | --------------------- | ----- | ----- | ------ |
| Hapoel Jerusalem F. C. Israel | 1.ª           | 2021-22       | 18    | 1     | 0      | 5                | 0                | 0                | —                     | —                     | —                     | 23    | 1     | 0      |
| Hapoel Jerusalem F. C. Israel | 1.ª           | 2022-23       | 4     | 0     | 1      | 5                | 0                | 0                | —                     | —                     | —                     | 9     | 0     | 1      |
| Hapoel Jerusalem F. C. Israel | Total club    | Total club    | 22    | 1     | 1      | 10               | 0                | 0                | 0                     | 0                     | 0                     | 32    | 1     | 1      |
| Maccabi Netanya F. C. Israel  | 1.ª           | 2022-23       | 13    | 0     | 0      | 0                | 0                | 0                | —                     | —                     | —                     | 13    | 0     | 0      |
| Maccabi Netanya F. C. Israel  | 1.ª           | 2023-24       | 0     | 0     | 0      | 0                | 0                | 0                | —                     | —                     | —                     | 0     | 0     | 0      |
| Maccabi Netanya F. C. Israel  | Total club    | Total club    | 13    | 0     | 0      | 0                | 0                | 0                | 0                     | 0                     | 0                     | 13    | 0     | 0      |
| Total carrera                 | Total carrera | Total carrera | 35    | 1     | 1      | 10               | 0                | 0                | 0                     | 0                     | 0                     | 45    | 1     | 1      |